# Rostbrauen-Zaunkönig
Der Rostbrauen-Zaunkönig (Troglodytes rufociliatus) ist eine Vogelart aus der Familie der Zaunkönige (Troglodytidae), die in Mexiko, Guatemala, Honduras, El Salvador und Nicaragua verbreitet ist. Der Bestand wird von der IUCN als nicht gefährdet (Least Concern) eingeschätzt.

## Merkmale
Der Rostbrauen-Zaunkönig erreicht eine Körperlänge von etwa 10,0 bis 11,5 cm bei einem Gewicht von ca. 11,0 g. Die gelbbraunen Zügel werden von dunklerem Braun abgegrenzt. Der helle gelbbraune Augenstreif hebt sich von den dunkelbraunen oberen Ohrdecken ab. Der Oberkopf und der Rücken sind warmbraun gefärbt, mit unklaren dunkleren Streifen am Rücken. Der Bürzel ist warmbraun mit dunklen Streifen, die Schultern warmbraun mit einigen gräulich weißen Streifen. Die Handschwingen und Armschwingen sind gräulich schwarz, gelbbraun und braun gemustert. Das Kinn ist gelbbraun, die Kehle und Brust ockerfarben bis gelbbraun, was an den Seiten ins rötlich-gelbbraun mit unklaren dunkleren Mustern übergeht. Die Flanken sind grau, warmbraun und dunkelbraun. Die Mitte des Bauches ist manchmal undeutlich gefleckt, der Unterbauch und Steiß gemustert. Die Steuerfedern sind warmbraun. Die Augen sind braun, der Schnabel dunkel hornfarben mit hellerer Basis am Unterschnabel, die Beine dunkel graubraun. Beide Geschlechter ähneln sich. Jungtiere ähneln ausgewachsenen Vögeln, doch ist die Musterung der Flanken undeutlicher. Die Brustfedern haben außerdem feine dunkle Säume.

## Verhalten und Ernährung
Wenige Daten liegen zur Ernährung des Rostbrauen-Zaunkönigs vor. Es wurde beobachtet, wie er Raupen erbeutete. Sein Futter sucht er meist in Paaren in den relativ niederen Straten in dicken Epiphyten und an Gebüschhalden. Außerdem ist er an den Epiphyten von Baumästen unterwegs.

## Lautäußerungen
Der Gesang des Rostbrauen-Zaunkönigs ist ein variables, kratziges Gepfeife, welches in klingelndes Getriller übergeht. Außerdem gibt er einen lauten nasalen tsuit-Ton von sich.

## Fortpflanzung
Nester des Rostbrauen-Zaunkönigs wurden in Guatemala von der dritten Aprilwoche bis in den Julianfang entdeckt. Im Mai wurden Vögel in El Salvador in Brutstimmung beobachtet. Alle drei Nester, die entdeckt wurden, stammen aus Guatemala. Diese waren kelchförmige Nester, die aus Gras und Kiefernnadeln gebaut wurden. Sie befanden sich in den Einbuchtungen toter Baumstümpfe bis zu einem Meter über dem Boden. Die Nester enthielten drei weiße Eier, die überall zimtfarben gefleckt waren. Die Bebrütung erfolgt ausschließlich durch das Weibchen. Gelegentlich war das Männchen zur Fütterung am Nest, was relativ ungewöhnlich für einen Zaunkönig ist.

## Verbreitung und Lebensraum

Verbreitungsgebiet des Rostbrauen-Zaunkönigs (grün)

Der Rostbrauen-Zaunkönig bevorzugt feuchte Bergwälder mit vielen Epiphyten. In El Salvador findet man ihn nur in den feuchtesten und dunkelsten Gegenden des Wolken- und Nebelwaldes. In Guatemala scheint sein Lebensraum variabler zu sein. So kommt er in gemischten Eichen- und Kiefernwäldern und Epiphyten-Zypressen-Wäldern vor. Er bewegt sich in Höhenlagen von 1700 bis 3500 Metern. In Nicaragua wurde er auch schon in 1250 Metern gesichtet.

## Migration
Der Rostbrauen-Zaunkönig gilt als Standvogel.

## Unterarten
Es sind vier Unterarten bekannt.
- Troglodytes rufociliatus chiapensis Brodkorb, 1943[3] ist in Chiapas im Süden Mexikos verbreitet. Die Unterart ist auf der Oberseite dunkler braun als die Nominatform, die Kehle ist farbenfroher rötlich, der Bauch fast komplett weiß und der Steiß gräulich.[1]
- Troglodytes rufociliatus rehni Stone, 1932[4] kommt von Honduras bis in den Nordwesten Nicaraguas vor. Die Unterart ist auf der Oberseite rötlich braun, die Kehle ist ockerfarben und der Bauch gelbbraun.[1]
- Troglodytes rufociliatus rufociliatus Sharpe, 1882[5] ist im südlichen zentralen Guatemala und dem nördlichen El Salvador verbreitet.
- Troglodytes rufociliatus nannoides Dickey & van Rossem, 1929[6] kommt im Südwesten El Salvadors vor. Die Subspezies ist dunkler am Rücken und die Muster an den Flanken sind auffälliger.[1]

## Etymologie und Forschungsgeschichte
Die Erstbeschreibung des Rostbrauen-Zaunkönigs erfolgte 1882 durch Richard Bowdler Sharpe unter dem wissenschaftlichen Namen Troglodytes rufociliatus. Das Typusexemplar wurde von Osbert Salvin im Chirostemon-Wald am Volcán de Fuego gesammelt. Bereits 1809 führte Louis Pierre Vieillot die für die Wissenschaft neue Gattung Troglodytes ein. Dieser Name leitet sich von »trōglē, trōgō κτρωγλη, τρωγω« für »Höhle, nagen« und »-dutēs, duō -δυτης, δυω« für »tauchend, eintauchen« ab. Der Artname »rufociliatus« ist ein lateinisches Wortgebilde aus »rufus« für »rotbraun« und »ciliatus, cillare, cilia« für »Augenbraue, zwinkern, Wimpern«. »Rehni« ist James Abram Garfield Rehn (1881–1965) gewidmet. »Chiapensis« bezieht sich auf den mexikanischen Bundesstaat Chiapas.  »Nannoides« setzt sich aus dem Gattungsnamen Nannus Billberg, 1828 für einen Zaunkönig und dem griechischen »-οιδης,-oidēs -οιδης« für »ähnlich« zusammen. »Nannus« wiederum leitet sich von »nannos ναννος« für »Zwerg« ab.